# Gare de Toulouse-Montaudran
Gare de Toulouse-Montaudran – przystanek kolejowy w Tuluzie, w dzielnicy Montaudran, w departamencie Górna Garonna, w regionie Oksytania, we Francji.
Jest przystankiem kolejowym Société nationale des chemins de fer français (SNCF), obsługiwanym przez pociągi TER Midi-Pyrénées.